# Бессенбах
Бессенбах (нем. Bessenbach) — община в Германии, в земле Бавария. 
Подчиняется административному округу Нижняя Франкония. Входит в состав района Ашаффенбург.  Население составляет 5873 человека (на 31 декабря 2010 года). Занимает площадь 29,99 км².
Община подразделяется на 3 сельских округа.

## Население
По оценке на 31 декабря 2015 года население общины Бессенбах составляет 5678 чел. 

| Дата      | 1840 | 1871 | 1900 | 1925 | 1939 | 1950 | 1961 | 1970 | 1987 | 2011 |
| --------- | ---- | ---- | ---- | ---- | ---- | ---- | ---- | ---- | ---- | ---- |
| Население | 2383 | 2163 | 2078 | 2339 | 2485 | 3272 | 3648 | 4337 | 4831 | 5841 |

| Год       | 1960 | 1970 | 1980 | 1990 | 2000 | 2009 | 2010 | 2011 | 2012 | 2013 | 2014 | 2015 |
| --------- | ---- | ---- | ---- | ---- | ---- | ---- | ---- | ---- | ---- | ---- | ---- | ---- |
| Население | 3553 | 4358 | 4577 | 5169 | 5801 | 5850 | 5873 | 5795 | 5740 | 5756 | 5765 | 5678 |